# Plaza de toros de Valencia
La plaza de toros de Valencia es una plaza de toros en Valencia, en la Comunidad Valenciana en España donde se celebra la feria taurina de Fallas.

## Características

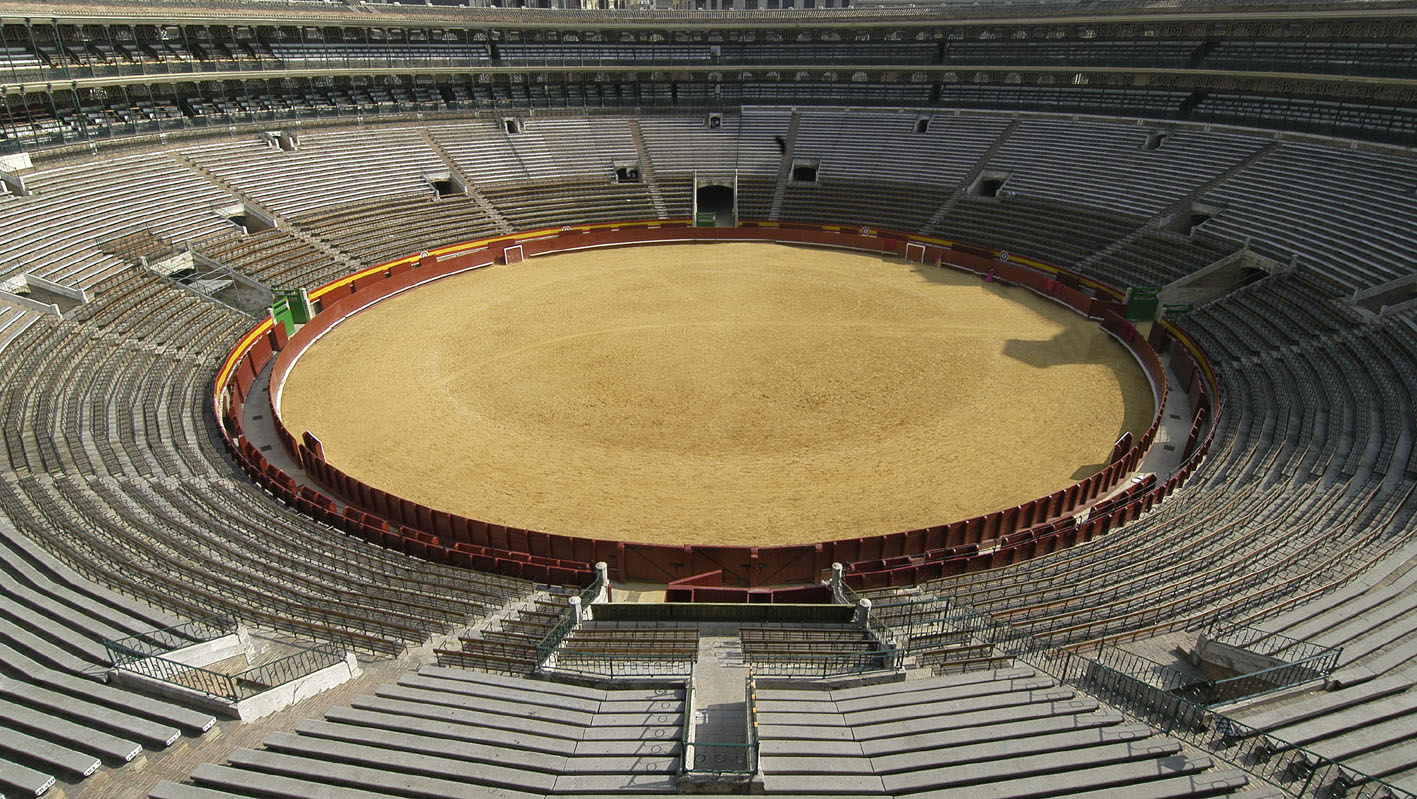
Vista del ruedo.

La Plaza de Toros de Valencia se encuentra situada en la calle Játiva, en el distrito Ensanche de la ciudad, junto a la Estación del Norte de Valencia y muy próxima a la plaza del Ayuntamiento. 
Se trata de una de las mayores plazas de toros de España, con ruedo de un diámetro de 47,5 metros y 108 metros de diámetro exterior. Cuenta con capacidad para 12 884 localidades.
La obra original de 1859 de Sebastián Monleón Estellés consta de un exterior de cuatro galerías porticadas de ladrillo visto, de arcos escarzados en su planta baja y de medio punto en las tres galerías superiores, coronadas por una balaustrada de piedra, en una disposición clásica. Se edificó en estilo neoclásico, concretamente dórico sencillo, inspirado en la arquitectura civil romana, en el anfiteatro Flavio (Coliseo), o el anfiteatro de Nimes (Francia). Se trata de un inmueble de cuerpo poligonal de cuarenta y ocho lados, de 17,50 m de altura y 52 m de diámetro interior, de estructura portante y acabados de ladrillo visto en estilo neomudéjar. En la obra predomina el uso generalizado del ladrillo de esmerada factura y la madera, pero es de destacar la temprana utilización de columnas de hierro fundido que dotan de una funcional transparencia a la zona de los palcos.
En los años 60 el arquitecto Luis Albert acometió una reforma para reducir el ruedo para ganar barreras, cambiar los asientos de madera por cemento, ampliar los vomitorios y reformar los baños. Además, se construyeron las taquillas y se retiró la valla que separaba la plaza de las calles Játiva y Alicante, liberando un espacio diáfano que realzaba la monumentalidad del edificio. Las localidades se redujeron de los aproximadamente 16 800 espectadores iniciales a los 12 884 actuales.
En 1995 se inauguró el monumento a Manolo Montoliu en la puerta principal se encuentra.  El 1 de mayo de 1992, un toro de Atanasio Fernández, mataba de una cornada al banderillero valenciano de treinta y ocho años Manolo Montoliu, en la plaza de toros de la Maestranza de Sevilla. Manolo Montoliu fue un banderillero  muy querido por la afición taurina valenciana, considerado referente en su tiempo y leyenda en el toreo.
Además de para espectáculos taurinos la plaza ha sido empleada para funciones de toreo bufo, para la quema de fallas, eventos deportivos y de ocio y espectáculos culturales y musicales.

## Historia
La plaza de toros de Valencia fue construida durante la década de 1850. Los terrenos, a las afueras de la ciudad en el momento de su construcción los adquirió y donó Juan Bautista Romero, marqués de San Juan. Un primer y ambicioso proyecto fue encomendado al arquitecto Sebastián Monleón Estellés, que sin embargo no se llevó a cabo.

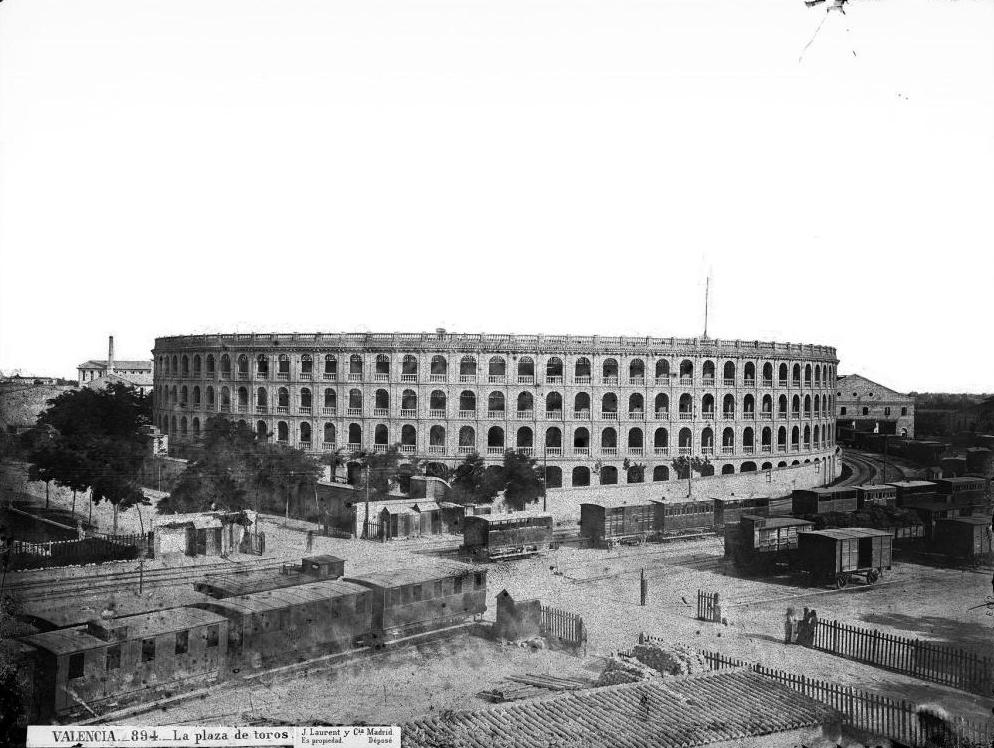
plaza de toros de Valencia en 1870. Fotografía de Jean Laurent.

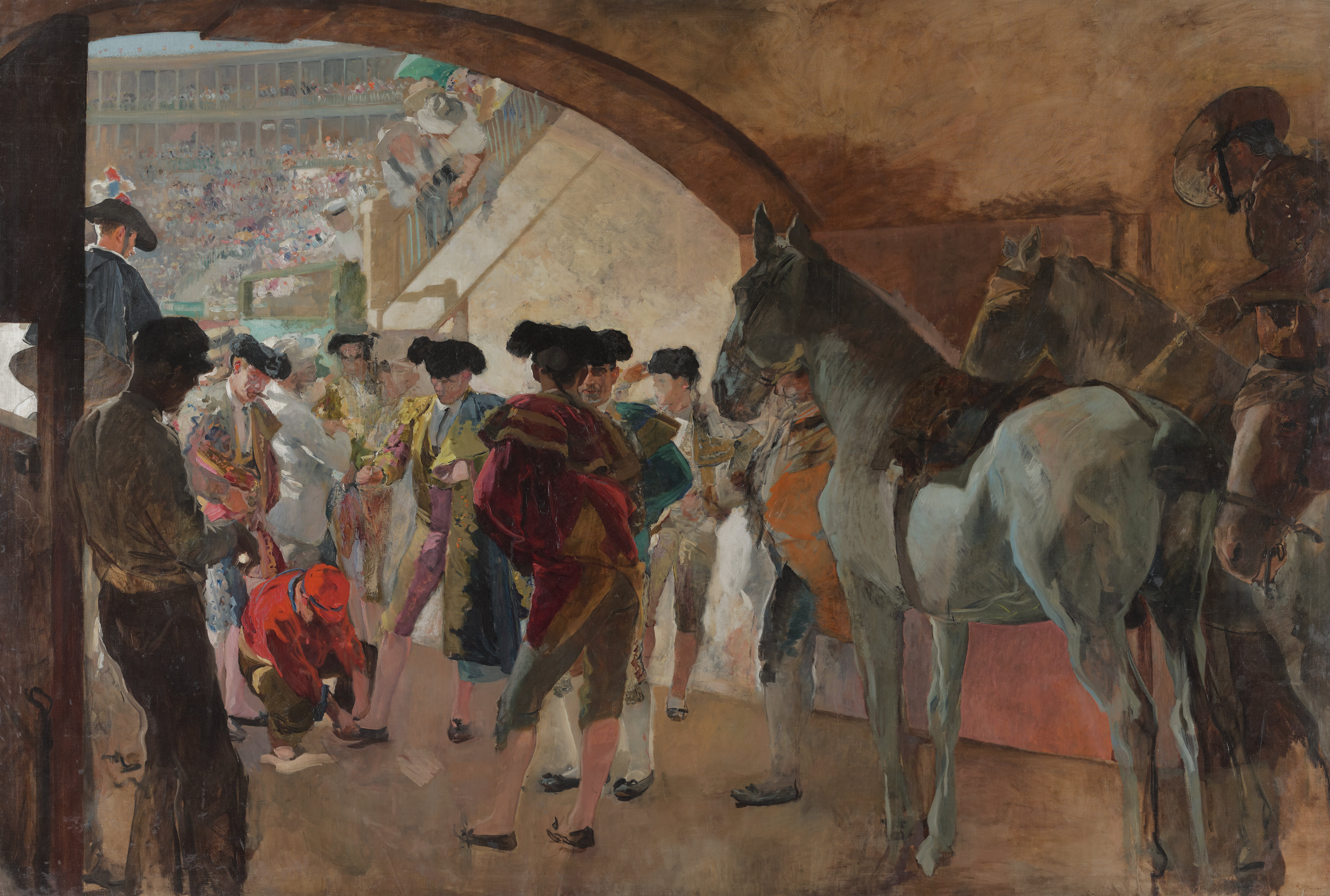
Joaquin Sorolla: Antes de la corrida (1900) que refleja el patio de cuadrillas de la plaza de toros de Valencia.

La plaza se inauguró oficialmente el 22 de junio de 1859, con toros de Nazario Carriquiri y de la Viuda de Zalduendo, para el diestro Francisco Arjona "Cúchares". En 1861 se inaugura definitivamente con una corrida de Antonio Sánchez "El Tato", dando por buena la inversión de tres millones de reales que había sido necesaria. En 1893 se produjo la despedida de Lagartijo. El 22 de mayo de 1898 se celebró una "corrida patriótica", organizada por las autoridades de la ciudad para recaudar fondos para el esfuerzo de la guerra de Cuba. En 1908, se instaló el tendido eléctrico dentro de la plaza, con una potencia de 40 vatios, para poder presentar espectáculos taurinos nocturnos. Inicialmente, la plaza de toros no contenía corrales, se fueron construyendo entre finales del siglo XIX y principios del XX. El 9 de abril de 1922, el torero sevillano Manuel Jiménez Moreno "Chicuelo" ejecuta en esta plaza de toros por primera vez, el pase conocido por el nombre de chicuelina. Sin embargo, su verdadero origen lo tiene en el toreo bufo y su inventor fue Rafael Dutrús "Llapisera". Chicuelo sólo la llevó al toreo serio. Desde 1925 es propiedad del Hospital General, siendo administrada en un primer momento por la Diputación Provincial de Valencia. En 1929 se inauguró el museo taurino de Valencia situado en la plaza de toros, uno de los más antiguos de España.
Durante la Guerra Civil se empleó como para la organización la milicia Columna Fantasma al mando del capitán Uribarri Al finalizar la guerra, la plaza de toros fue utilizada por el bando franquista como prisión y campo de concentración, fusilamientos incluidos. Por allí pasaron aproximadamente 10 000 prisioneros, la mayoría miembros del bando republicano, aunque el dramaturgo Antonio Buero Vallejo (recluido allí) ha testimoniado que «cerca de treinta mil personas abarrotaban los graderíos, el ruedo y los pasillos». En aquellos años la gente atravesaba sus puertas para llevar comida a los presos o para recoger a sus muertos. La mayoría de los allí recluidos fueron enviados al campo de concentración de Albatera. Los eventos taurinos volvieron a la plaza el 20 de abril de 1939.  En 1945 tuvo lugar la corrida del siglo con cartel de Parrita, Arruza y Manolete cuando se cortaron doce orejas, cuatro rabos y dos patas. El 21 de septiembre de 1946 hubo que reconstruir una amplia zona de la cara norte destruida por un pavoroso incendio. Al parecer, el fuego de unos vagabundos destruyó "el espacio comprendido entre el graderío de los palcos y el forjado del primer piso, por encima de los tendidos 8 y 9", decían las crónicas de la época. Reiniciándose las obras de reparación en noviembre de ese mismo año, donde se reconstruyen balaustres, asientos de la gradería, columnas, cubierta de teja y el sistema eléctrico. A finales del año 1959 se organizó una corrida a beneficio del novillero Antonio Martínez Cobos "el Cobijano" en la que torearon las principales figuras del momento: Domingo Ortega, Luis Miguel Dominguín, Antonio Ordóñez, Julio Aparicio y Jaime Ostos. "El Cobijano" sufrió una grave cogida en la plaza de toros de Valencia el 18 de octubre de 1959. Después de un mes en el hospital, le tuvieron que amputar la pierna derecha debido a la gangrena. El Ayuntamiento de Valencia le concedió para que pudiese subsistir, el emblemático quiosco de la calle Xàtiva, junto a la plaza de toros. Señalar también la alternativa de Curro Romero en 1959 en la plaza. 

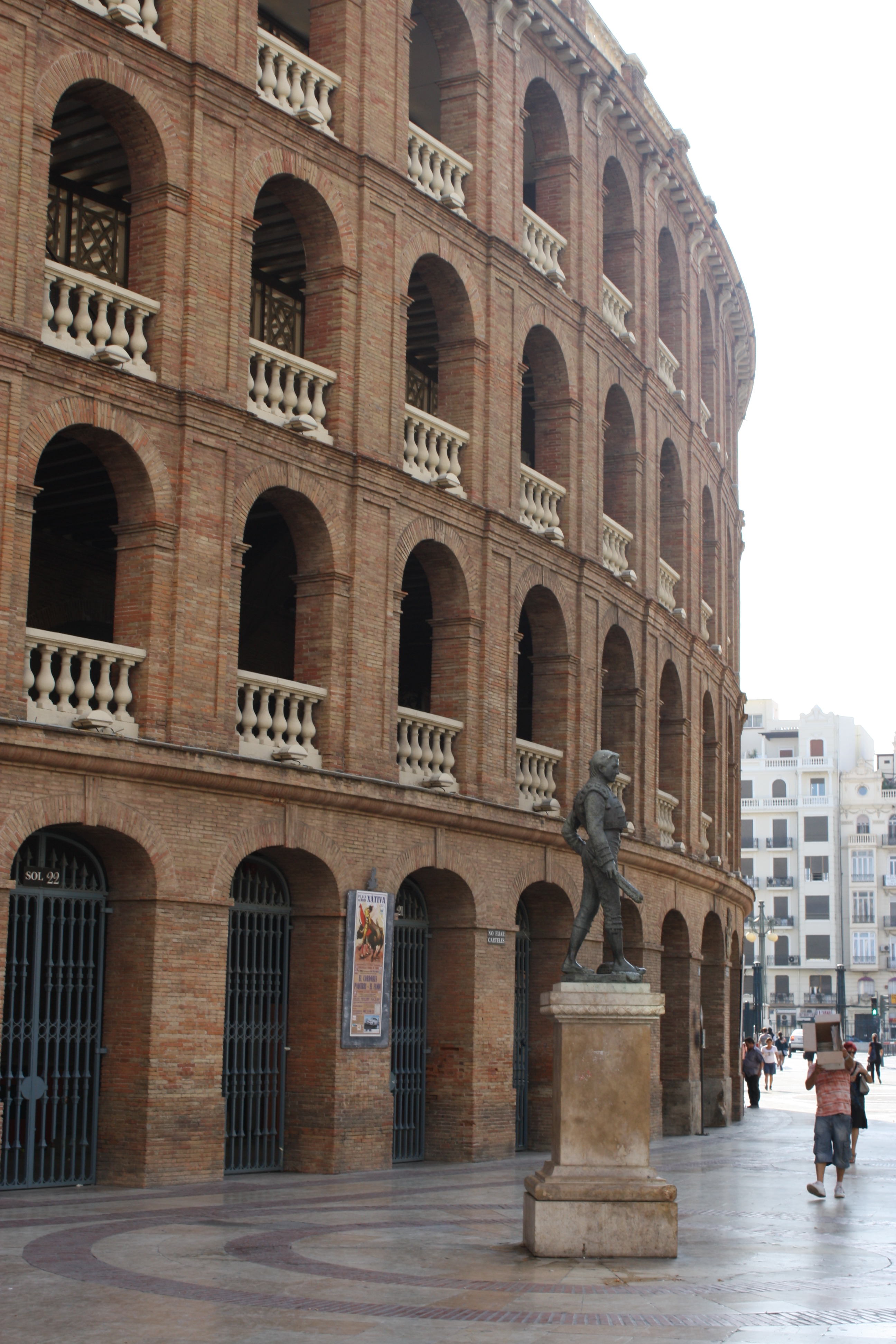
Estatua a Manolo Montoliu (1995)

En el año 1983, la Dirección General de Bellas Artes declaró a la plaza de toros de Valencia Monumento Histórico Artístico. El diestro Enrique Ponce tomó la alternativa en la plaza en 1990. Desde el año 1995 su gestión recae en una empresa privada y a partir de 2012 en Simón Casas Productions, del empresario taurino Simón Casas. En 2006 Miguel Ángel Perera indultó a Harinero, y otros toros célebres han sido Gitanito (1993) y Pasmoso (2017). Desde principios del siglo XXI la estatua de Manolo Montoliu ha sido vandalizada por parte de simpatizantes de la asociación Acció Cultural del País Valencià de ideología pancatalanista.

## Historia de la tauromaquia en Valencia

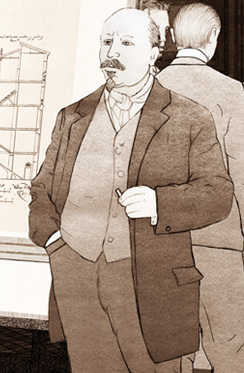
Sebastián Monleón, arquitecto del primer proyecto de la plaza de toros de Valencia de 1850. Imagen cedida por el Museo Valenciano de Etnología.

Desde 1085 se tiene constancia de las corridas taurinas en Valencia siempre sin espacio fijo y a base de cadafals en madera desmontables. Las corridas se celebraban en lugares como la plaza del Mercado, frente a la Lonja de Valencia, la plaza Tetuán, la plaza del Llano de Zaidia, la del Palacio del Real y la de la Ronda. Para fechas concretas como las festividades de las Fallas, la Feria de Julio, las Navidades, se construían las plazas siguiendo la estructura de las edificaciones que conformaban la plaza, y los carpinteros construían las tarimas para el público asistente, burladeros, puertas de acceso, adaptándose a las peculiaridades de cada plaza. 
Durante la evolución de la tauromaquia en el siglo XVIII, el Hospital de Valencia solicitó a Felipe III los derechos de celebración aludiendo que el beneficio obtenido en las corridas de toros se podía emplear obras de caridad aceptando el rey la propuesta, una vez terminaran los derechos otorgados que se encontraban en vigor. Pero realmente no fue hasta el año 1739 cuando el rey Felipe V otorgó, y por perpetuidad, al Hospital de Valencia el derecho y explotación de las corridas de toros en estas plazas desmontables. Sucedió así hasta finales del siglo XVIII, cuando la afición era tal que las plazas desmontables no eran suficientes y nacía la ilusión de una plaza fija. Según Francesc Cabañés, director del museo taurino de Valencia, había además, problemas de orden público, pues la gente no estaba segura en los cadafals y estos se utilizaban para entrar en las casas a robar. Además, por añadidura, el sistema de montaje no permitía ruedos redondos y hacía más peligrosa la lidia. El impulsor de esa primera plaza fija de Valencia fue el intendente Urdaniz, quien en 1798 encargó a los arquitectos Claudio Bailler y Manuel Blasco levantar una plaza fija, mitad mampostería, mitad madera, extramuros de la ciudad, junto a la puerta de Ruzafa. Aquella plaza tenía 74 metros de diámetro y una circunferencia exterior de 334 metros. En 1808, en plena ofensiva napoleónica, las autoridades decidieron derribarla por su ubicación junto a la muralla de la ciudad que la convertía en un peligro para la seguridad de la misma y una facilidad para los combatientes franceses.
Durante la primera mitad del siglo XIX volvieron las corridas ambulantes y las plazas desmontables, hasta que en 1850, viendo el gobernador Melchor Ordóñez el deterioro de las instalaciones de la calle Quart, recuperó el proyecto de plaza fija. Era un proyecto encargado a  Sebastián Monleón sobre los terrenos adquiridos por el marqués de San Juan, que hubo de ser abandonado por su ambición. Consistía en una plaza colosal, con 462 metros de circunferencia (Ø 147 m), 86 de altitud y cabida para 20 000 espectadores. Otros obstáculos para este primer proyecto fueron los problemas de seguridad para la ciudad, la falta de presupuesto y la epidemia de cólera de 1854. La actual plaza de toros de Valencia data de 1859, una edificación de menores pretensiones que el proyecto inicial.  

## Ferias taurinas

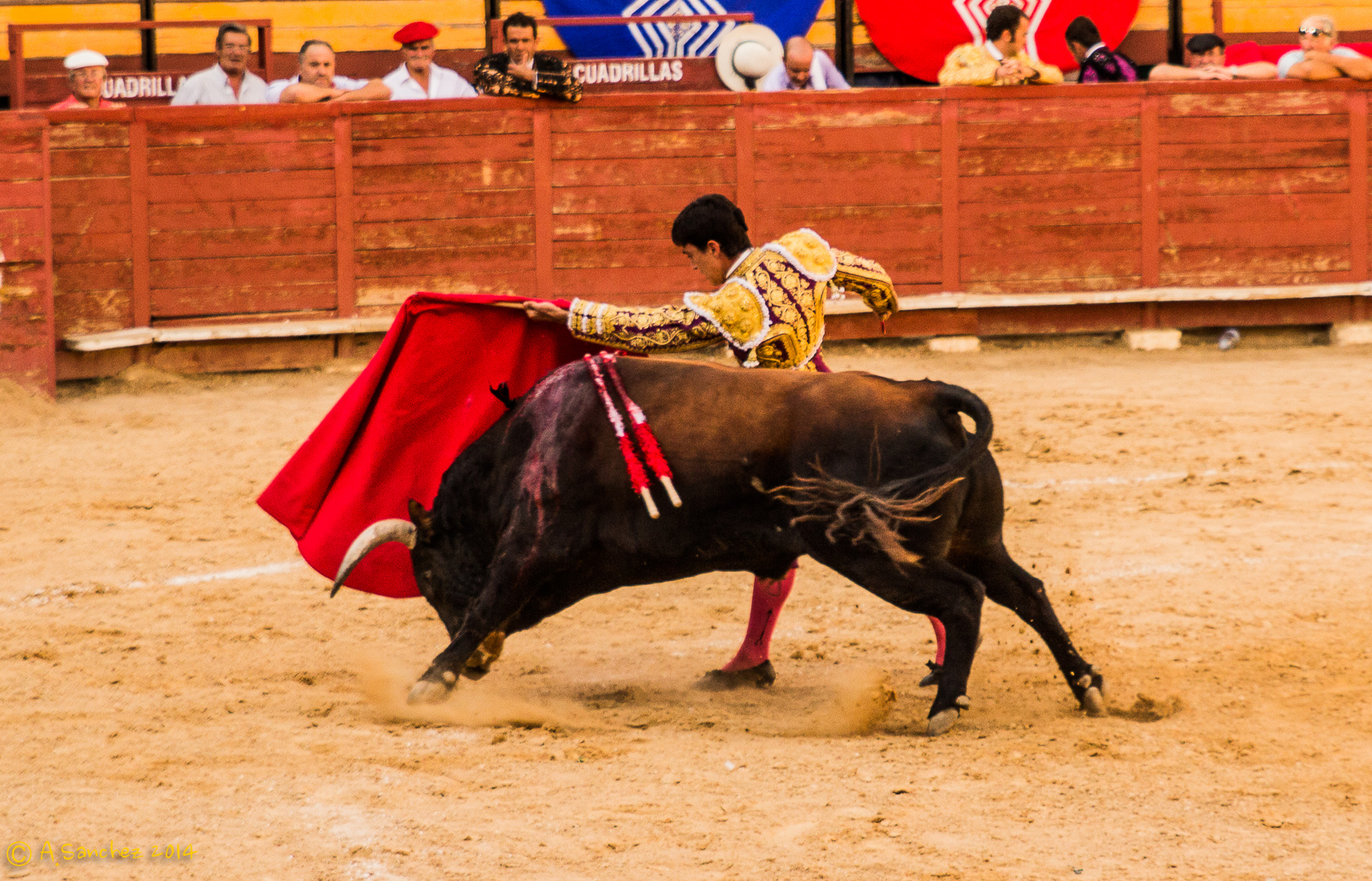
corrida de toros en 2014

La ciudad de Valencia celebra tres ferias taurinas dentro del ciclo taurino nacional. La más importante es la Feria taurina de San José que coincide con las Fallas en la festividad de San José y es la primera gran feria con la que se abre la temporada taurina y la tercera con la que arranca la temporada detrás de la de Valdemorillo (7-9 de febrero) y de la de Olivenza (6-8 de marzo). Las otras dos ferias son la Feria de Julio o Feria de San Jaime y la Feria de Octubre con motivo del día de la comunidad autónoma, la primera semana de octubre. Con motivo de las fiestas en honor a la Virgen de los Desamparados se celebran diferentes festejos, algunos años ha sido con feria taurina y otros como en 2020 solo se ha anunciado una novillada incluida en el abono de la Feria de San José feria.
| Calendario de Ferias                | Calendario de Ferias | Calendario de Ferias                                                                                                   |
| Feria                               | Fecha                | Festejos |
| ----------------------------------- | -------------------- | --- |
| Feria de San José o Feria de Fallas | 8 al 19 de marzo     | 6 corridas de toros, 1 corrida de rejoneo y 3 novilladas                                                               |
| Feria de San Jaime o Feria de Julio | 13-28 de julio       | 3 corridas de toros, 1 de novillos picada y 3 novilladas sin picar ( Certamen de clases prácticas de escuelas taurinas |
| Feria de la Comunidad valenciana    | 7-9 de octubre       | Festival taurino, concurso de recortadores, 1 novillada con picadores y 1 novillada sin picadores                      |

## Temporadas taurinas

### Feria taurina de San José

#### 2020
La temporada 2020 de la Feria taurina de San José se presentó el 6 de febrero en la sala Alfonso el Magnánimo del Centro Cultural La Beneficencia de Valencia. El cartel está formado por seis corridas de toros –dos menos que en la temporada de 2019–, una de rejones, dos novilladas con picadores y una sin picadores con alumnos de diferentes escuelas de tauromaquia, que se celebrarán entre el 8 y el 19 de marzo. Junto a los festejos de feria, dentro del abono se anunció una novillada para el 9 de mayo, día de la Virgen de los Desamparados patrona de la ciudad.
Las novedades anunciadas para esta temporada fueron el anuncio de la reaparición de Andrés Roca Rey tras la lesión cervical que le apartó de los ruedos españoles, el regreso de Morante de la Puebla tras cuatro años de ausencia y la corrida de toros con motivo de la celebración del 30.º aniversario de la toma de la alternativa del diestro Enrique Ponce. Entre los espadas que no se anunciaron en la feria se encuentran entre otros El Juli por falta de acuerdo y Alejandro Talavante torero que ha anunciado su regreso a los ruedos este año. Las ganaderías bravas anunciadas se mantienen igual que la temporada anterior con predominio de encaste Juan Pedro Domecq.

## Museo Taurino de Valencia
La plaza es visitable mediante un tour desde el año 2013, y además cuenta con un museo taurino. El Museo Taurino de Valencia ofrece un recorrido detallado de la evolución del toreo desde el siglo XVIII hasta el XXI. 
El Museo Taurino de Valencia fue fundado en 1929 con fondos procedentes de la donación de Luis Moróder Peiró y del picador de toros José Bayard Badila, dos coleccionistas taurinos que durante años recogieron un gran número de materiales y objetos de la tauromaquia valenciana del siglo XIX y de principios del siglo XX. En el momento de su inauguración, se coloca este en unos antiguos almacenes situados entre el coso y el patio de caballos, de forma provisional, hasta que en 1969, remodelado el pasaje del Doctor Serra, se ubica definitivamente en este lugar.
El Museo cuenta con una colección permanente que muestra la evolución de la tauromaquia valenciana desde el siglo XIX hasta nuestros días y también la historia de la plaza de toros de Valencia. La exposición está organizada en 4 temáticas: la evolución de la tauromaquia valenciana; el toro de lidia; formación del torero; la liturgia de la lidia y la plaza de toros.
Este museo es uno de los pioneros y por tanto uno de los más importantes de los que existen en España. Cuenta con una colección de más de 3000 piezas de las que sólo hay expuestas un 10 %, y además dispone de una biblioteca especializada y una sala audiovisual donde se proyecta el proceso de la lidia con sus tres tercios.

## Toreros que tomaron la alternativa en la Plaza de toros de Valencia
- Francisco Tamarit Chover ("Chaves") el día 26 de septiembre de 1925. Toma la alternativa de manos del baturro, Nicanor Villalta con Cayetano Ordóñez ("Niño de la Palma") como testigo, y toros Murubes de doña Carmen de Federico. Nicanor Villalta le cede la muerte del primero, el toro se llamaba “Embargado”, peso 327 kg en canal. “Chaves” cortó su primera oreja de matador. La crónica destaca el trapío de los toros de aquel día.[32]
- Rafael Ponce Navarro el día 6 de octubre de 1935. Fue su padrino de alternativa el genial espada madrileño Rafael Gómez Ortega ("El Gallo"), quien, bajo la atenta mirada del coletudo mexicano Luis Castro Sandoval ("El Soldado"), presente en calidad de testigo, le cedió la muleta y el estoque con los que había de trastear y despenar a Tirolesillo, un burel negro marcado con el hierro de don Justo Puente.
- Ventura Nuñez, Venturita tomó la alternativa  el 18 de marzo de 1936, de manos de Domingo Ortega, con toros de Villamarta.
- Miguel Báez y Espuny "El Litri" toma la alternativa, el 12 de octubre de 1949, en Valencia, siendo su padrino, Joaquín Rodríguez Cagancho y actuando como testigo Julio Aparicio. Los toros pertenecían a la ganadería de Antonio Urquijo.
- Julio Aparicio Martínez tomó la alternativa, después de tres temporadas apoteósicas como novillero haciendo pareja con Miguel Báez "El Litri", el 12 de octubre de 1949, de manos de Joaquín Rodríguez "Cagancho" y El Litri (que también la tomó). El toro de la ceremonia se llamaba "Farruquero", de Antonio Urquijo, y esa tarde cortó 4 orejas y un rabo.[33]
- Paco Camino tomó la alternativa el 17 de marzo de 1959 de manos de su padrino Jaime Ostos y su testigo Juan García "Mondeño".[34] El toro de la ceremonia se llamaba «Mandarín» de Urquijo de Federico. Esa tarde cortó una oreja a cada uno de sus toros.
- Curro Romero, de la mano del torero toledano Gregorio Sánchez, el 18 de marzo de 1959 teniendo como testigo a Jaime Ostos y con el toro "Vito" del Conde de la Corte.[35]
- Gregorio Tébar Pérez el 19 de marzo de 1966 con toros del Marqués de Domecq, con Antonio Ordóñez de padrino y Paco Pallarés de testigo de ceremonia, el toro se llamaba "Jovenzuelo", de 545 kilos. Le cortó una oreja, y al final del festejo salió a hombros de una multitud de aficionados.
- Ricardo de Fabra toma la alternativa el día 10 de marzo de 1968 (mismo día que se reinauguraba la plaza tras su remodelación) de la mano de Julio Aparicio (padrino) y de Diego Puerta. Reses de Don Francisco Galache, "Rondeño" se llamaba el toro, marcado con el número 44 y con un peso de 466 kilos.  Fabra salió a hombros con solo una oreja en el esportón junto a Diego Puerta, que cortó las dos orejas y el rabo. Aparicio dio una vuelta al ruedo.
- Enrique Ponce toma la alternativa el 16 de marzo de 1990 de manos de José Miguel Arroyo "Joselito" siendo testigo Miguel Báez "El Litri"
- Vicente Barrera Simó tomó la alternativa el 25 de julio de 1994 durante la Feria de San Jaime de Valencia. Se la dio Curro Romero, con Miguel Báez "El Litri" como testigo. Se lidiaron toros de Juan Antonio Romao de Moura. Barrera fue ovacionado por la faena que hizo al primero y arrancó una oreja al que cerró la tarde.
- José Antonio Canales Rivera tomó la alternativa el 20 de julio de 1996. De la mano de Emilio Muñoz, y Víctor Puerto como testigo. Toros de la Ganadería de Puerto de San Lorenzo.
- Luis Bolívar tomó la alternativa el 24 de julio de 2004, con El Juli como padrino, y César Jiménez como testigo, con toros de las ganaderías Montalvo y Valdefresno. El toro de su doctorado fue 'Navideño', de la primera ganadería, y resultó ovacionado, a pesar de que resultó cogido al entrar a matar, y pasó a la enfermería con pronóstico grave. No pudo lidiar su segundo toro.
- Jesús Duque, tomó la alternativa en Valencia el 18 de marzo de 2014 con toros de Victoriano del Río teniendo a Enrique Ponce como padrino y Julián López “El Juli” como testigo.
- Jesús Chover Banaclocha, tomó la alternativa el 15 de marzo de 2019 teniendo como padrino a El Juli y con Andrés Roca Rey como testigo de la ceremonia.
- Nek Romero, tomó la alternativa el 9 de octubre de 2024 con toros de Garcigrande y Juan Pedro Domecq teniendo a Enrique Ponce como padrino y con Alejandro Talavante como testigo